# Menèrba (Valclusa)
Menèrba (en francès Ménerbes) és un municipi francès situat al departament de la Valclusa i a la regió de Provença – Alps – Costa Blava.

## Demografia
| Evolució de la població |       |       |       |       |       |       |       |       |
| 1793                    | 1800  | 1806  | 1821  | 1831  | 1836  | 1841  | 1846  | 1851  |
| 1 535                   | 1 478 | 1 678 | 1 706 | 1 750 | 1 680 | 1 708 | 1 750 | 1 812 |

| 1856  | 1861  | 1866  | 1872  | 1876  | 1881  | 1886  | 1891  | 1896  |
| ----- | ----- | ----- | ----- | ----- | ----- | ----- | ----- | ----- |
| 1 693 | 1 652 | 1 607 | 1 449 | 1 403 | 1 418 | 1 430 | 1 405 | 1 403 |

| 1901  | 1906  | 1911  | 1921 | 1926 | 1931 | 1936 | 1946 | 1954 |
| ----- | ----- | ----- | ---- | ---- | ---- | ---- | ---- | ---- |
| 1 326 | 1 176 | 1 133 | 902  | 901  | 833  | 845  | 775  | 833  |

| 1962 | 1968 | 1975 | 1982  | 1990  | 1999  | 2006 | 2011 | 2016 |
| ---- | ---- | ---- | ----- | ----- | ----- | ---- | ---- | ---- |
| 924  | 891  | 899  | 1 027 | 1 118 | 1 011 | -    | -    | -    |

| 2019 | - | - | - | - | - | - | - | - |
| ---- | - | - | - | - | - | - | - | - |
| -    | - | - | - | - | - | - | - | - |

## Administració
| Període   | Identitat           | Partit |
| --------- | ------------------- | ------ |
| 1947-1977 | René Conil          |        |
| 1977-1994 | Jean Bonansera      |        |
| 1994-1995 | Alexis Deflaux      |        |
| 1995-2014 | Yves Rousset-Rouard | UMP    |
| 2014-     | Christian Ruffinato | PRG    |

## Personatges il·lustres
- Clovis Hugues, polític i escriptor occità.